# Rubricatochromis cerasogaster
Espèce
Statut de conservation UICN

ENB1ab(v) : En danger

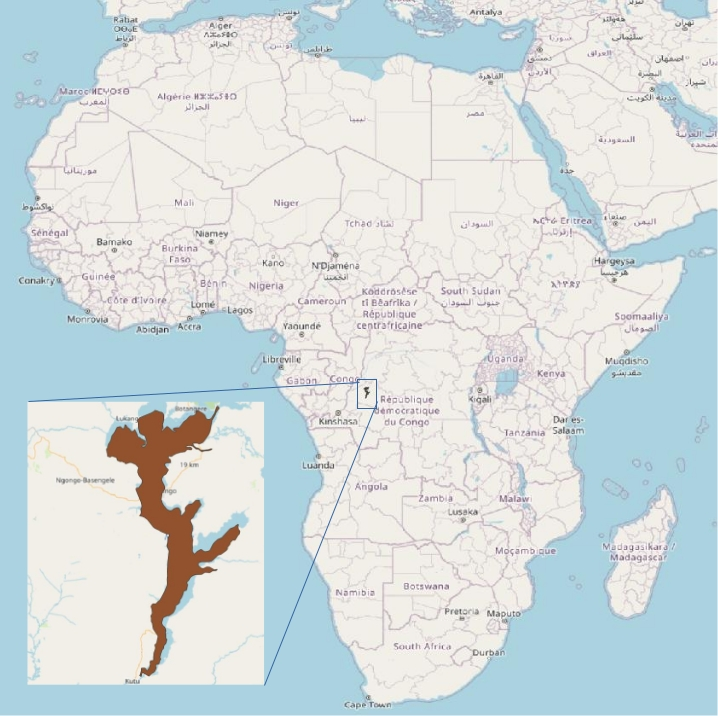
Aire de distribution native de R. cerasogaster en Afrique (données UICN, 2025)

Rubricatochromis cerasogaster est une espèce de poissons d'eau douce de la famille des Cichlidae.

## Description
Les mâles mesurent 11,5 cm tandis que les femelles mesurent 9 cm. Les mâles sont généralement plus colorés que les femelle surtout durant la période de reproduction.

## Répartition
Sa localité type est le lac Mai-Ndombe (anciennement lac Léopold II), mais elle est aussi présente dans d'autres lacs aux alentours.

## Statut de conservation
Cette espèce est considérée en danger par l'UICN à cause de l'utilisation de filets de pèche à petite maille qui piègent toutes les espèces dans le lac Mai-Ndombe. Par ailleurs, la découverte de gisements de méthane sous le lac peuvent entrainer une dégradation du milieu à cause de leur exploitation,.

## Aquariophilie

### Alimentation
Rubricatochromis cerasogaster est omnivore.

### Eau
Ce poisson a besoin d'une eau entre 22 °C et 26 °C et d'un pH d'environ 7 pour survivre.

## Systématique
Le nom valide complet (avec auteur) de ce taxon est Rubricatochromis cerasogaster (Boulenger, 1899). A noter que nombre de sites continuent de mentionner cette espèce sous le taxon Hemichromis cerasogaster, la modification étant récente,.
L'espèce a été initialement classée dans le genre Paratilapia sous le protonyme Paratilapia cerasogaster Boulenger, 1899.
Rubricatochromis cerasogaster a pour synonymes :
- Hemichromis cerasogaster (Boulenger, 1899)
- Paratilapia cerasogaster Boulenger, 1899
- Pelmatochromis cerasogaster (Boulenger, 1899)

### Étymologie
Son épithète spécifique, cerasogaster, du latin cerasinus, « rouge cerise », et gaster, « ventre », fait référence à la coloration rouge-carmin de son ventre.

### Publication originale
- G. A. Boulenger, « Matériaux pour la faune du Congo. Poissons nouveaux du Congo. Cinquième Partie. Cyprins, Silures, Cyprinodontes, Acanthoptérygiens », Annales du Musée du Congo, série Zoologie, 1899, vol. 1, n. 5, p. 97-128, Pls. 40-47. Page(s): 118-119, Pl. 45 (fig. 1) [lire en ligne (page consultée le 30 juin 2025)].

## Note et référence
1. 1 2 3 4  « B-Aqua - Hemichromis cerasogaster », sur www.b-aqua.com (consulté le 25 juin 2025)
2. 1 2  « Aqua Verse », sur www.aquaverse.fr (consulté le 25 juin 2025)
3. ↑  FishBase, consulté le 25 juin 2025.
4. ↑  UICN, consulté le 25 juin 2025.
5. ↑  Mariteuw Chimère Diaw et Phil Franks, « Contexte », JSTOR, International Institute for Environment and Development,‎ 2019, p. 15–21 (lire en ligne, consulté le 25 juin 2025)
6. ↑  « Cichild », sur cichlid1.free.fr (consulté le 25 juin 2025)
7. 1 2 3 4  World Register of Marine Species, consulté le 25 juin 2025.
8. ↑  (en) Anton Lamboj et Stephan Koblmüller, « Molecular phylogeny and taxonomic revision of the cichlid genus Hemichromis (Teleostei, Cichliformes, Cichlidae), with description of a new genus and revalidation of H. angolensis », Hydrobiologia, vol. 850, no 10,‎ 1er juin 2023, p. 2177–2198 (ISSN 1573-5117, DOI 10.1007/s10750-022-05060-y, lire en ligne , consulté le 30 juin 2025)
9. ↑  Etyfish - Cichlidae, consulté le 25 juin 2025